# José Ignacio Agorreta
José Ignacio Agorreta (Pamplona, 1963) es un pintor navarro autodidacta, ganador del Primer Premio "Jóvenes Artistas Navarros (pintura)" en 1991.
Comenzó su actividad expositiva en los años noventa con una temática pictórica cercana a la posmodernidad. Formó un colectivo denominado Grupo + 4 junto con Koldo Sebastián, Félix Ortega y Juan Belzunegui, con quienes llevó a cabo dos exposiciones colectivas en 1994 y 1995 en la Ciudadela de Pamplona. "Grupo +4" es un movimiento de finales del siglo XX, cuyos componentes reivindican la pintura como método artístico que se debe explotar e intentan frenar su progresivo declive frente a otros estilos artísticos.
El autor ha realizado más de cincuenta exposiciones personales o conjuntas. De todas ellas destaca por su formato de libro “Sastraka – Maleza”, en que compartió espacio con otros tres artistas de distintos campos, a saber:  el escritor Pello Lizarralde, el músico Imanol Úbeda y el cineasta Imanol Rayo.

## Obra y estilo
El autor utiliza la técnica de pintura al óleo y sus obras carecen de título y firma.
Su obra refleja el paisaje urbano desde la visón personal e íntima del autor, que intenta reflejar el espíritu del espacio. Sus paisajes no poseen figuras humanas y apenas representa elementos de la naturaleza. El autor se centra en la representación de elementos urbanos e industriales como fábricas abandonadas, maquinaria industrial inservible, chatarra, edificios demolidos o elementos del hogar.
El autor logra en sus pinturas una atmósfera silenciosa dando protagonismo a elementos apagados, con predominio del uso de colores sombríos y un uso escaso del color blanco. 
En sus representaciones de exterior utiliza un difuminado sin apenas contraste en los bordes de los objetos para lograr una sensación de lejanía. Sin embargo, cuando representa espacios interiores, la obra se caracteriza por la profundidad y por el uso de ángulos y el contraste entre claros y oscuros.
La composición pictórica de sus obras es muy variada y sus elementos pueden estar dispuestos de forma simétrica, asimétrica, rectos, oblicuos, incompletos o descentrados. Esta variedad de representación depende del mensaje que el autor pretende transmitir, aunque también busca que sea el propio espectador quien interprete y dé sentido a su obra. 

Así respondía el pintor a la pregunta de Camino Paredes: "Usted pinta fábricas abandonadas y artilugios de metal, ¿por qué?": 
“La razón estriba en que me las he encontrado en el camino, casualmente. Además, pintando estos artefactos herrumbrosos puedo expresar por medio de la pintura lo que me resulta imposible decir con palabras. Busco con la mirada rescatar la parte bella del objeto no hermoso a priori, pero siento la necesidad de pintarla. Es mi modo de estar en el mundo… Es mi mirada subjetiva a la protagonista de los cuadros con los que pretendo pintar poemas. En realidad, me da igual un silo, una fábrica abandonada o una frágil rama. Me sale inconscientemente fijarme en lo que los demás no reparan. Procuro sacar la sustancia de esos objetos anónimos que de otra manera pasarían inadvertidos o desperdiciados. Mis óleos nacen de la humildad, por eso deben observarse despacio. Yo pinto en voz baja.”
Esta visión provoca que el protagonismo de su obra recaiga en elementos secundarios; de esta forma el autor reivindica su presencia en la realidad. Por ello, encontramos en su obra ruinas urbanas, deshechos industriales, elementos del hogar o pequeñas ramas, representadas con un estilo que, sin abandonar la pintura realista y con cierta ambigüedad, busca plasmar los espacios de la ciudad y su espíritu.

## Galería[3]

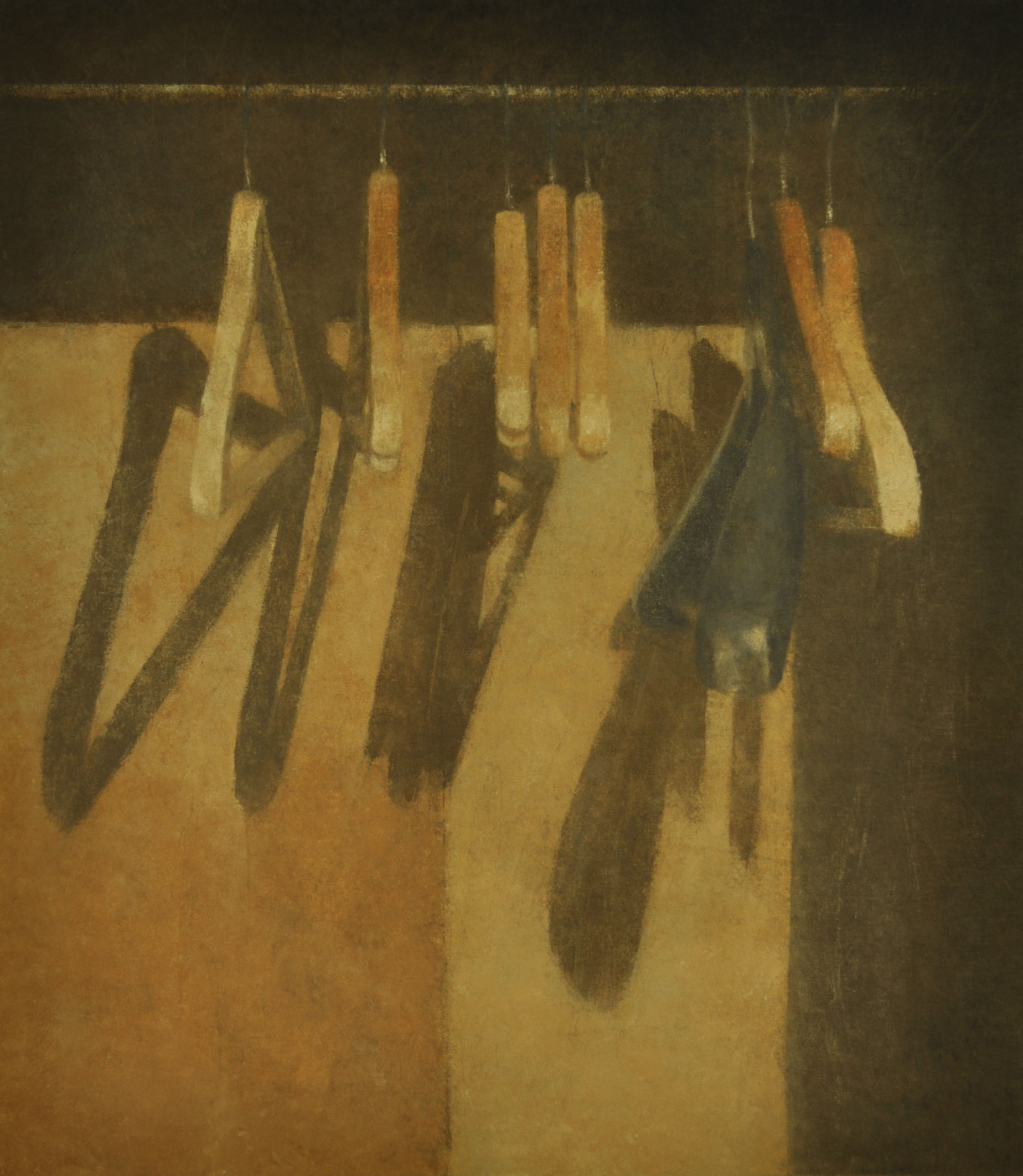
Óleo sobre lienzo. 80x70 cm. 2016.
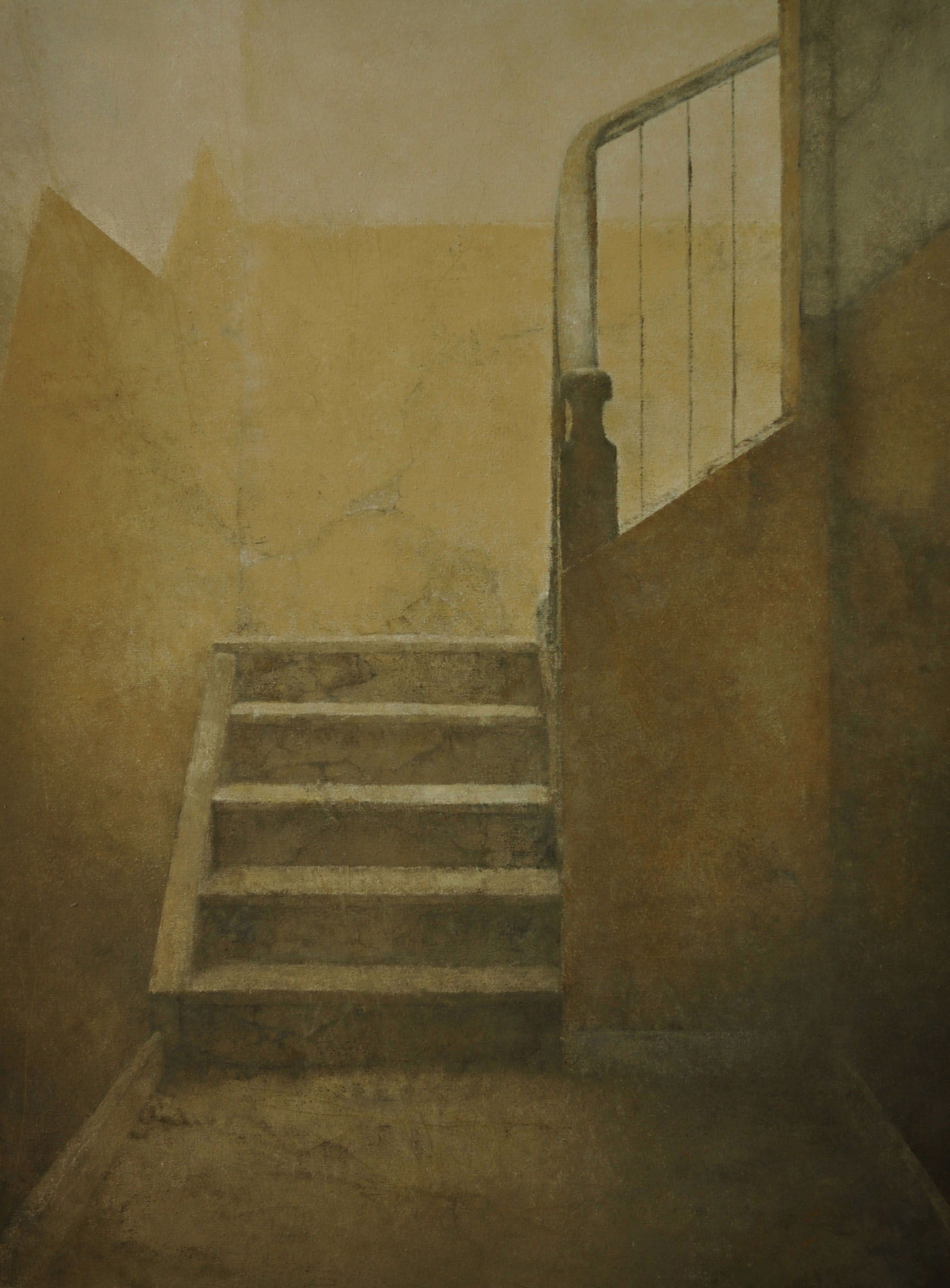
Óleo sobre lienzo. 80x60 cm. 2016.
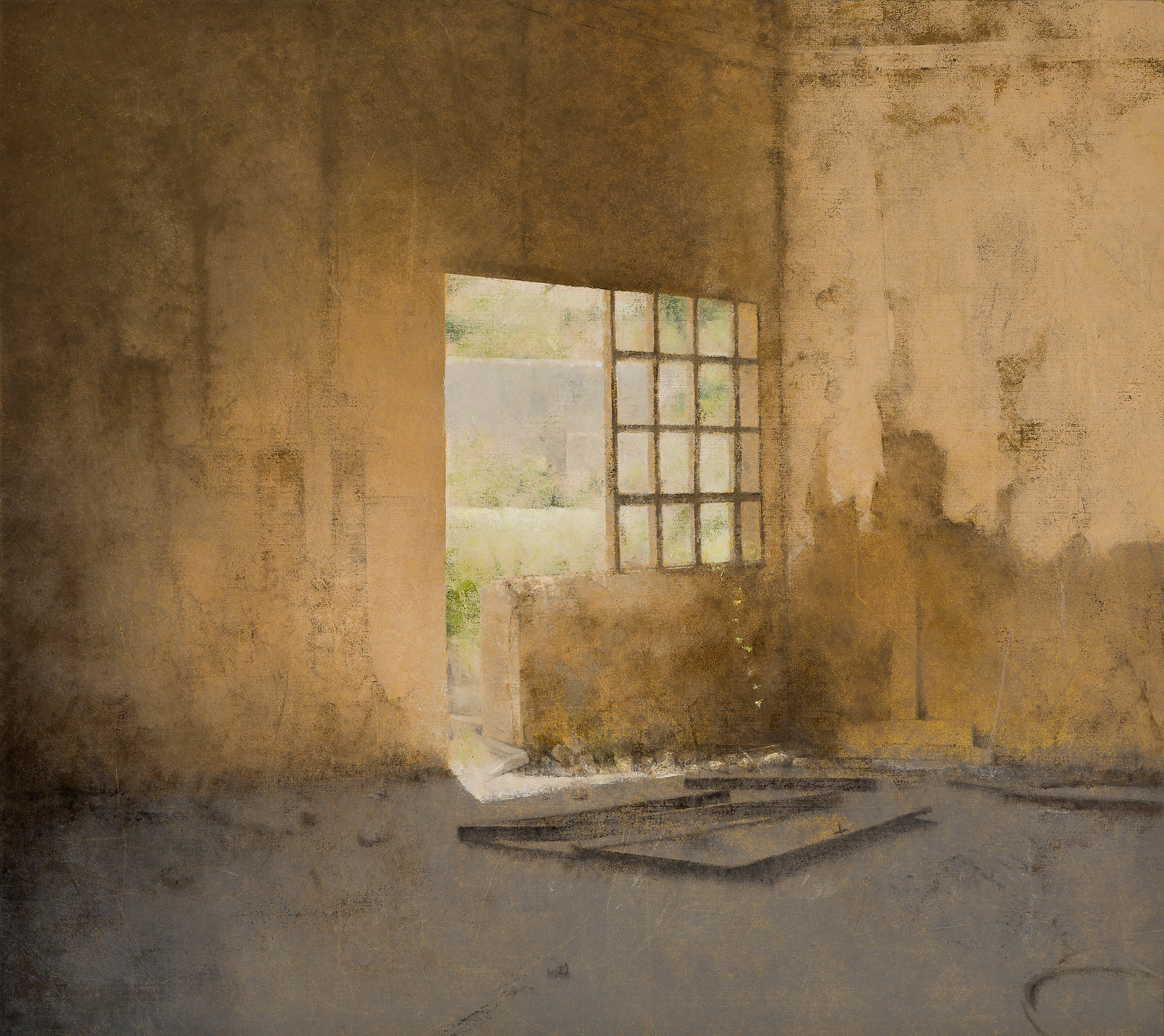
Óleo sobre lienzo. 107x120 cm. 2019.
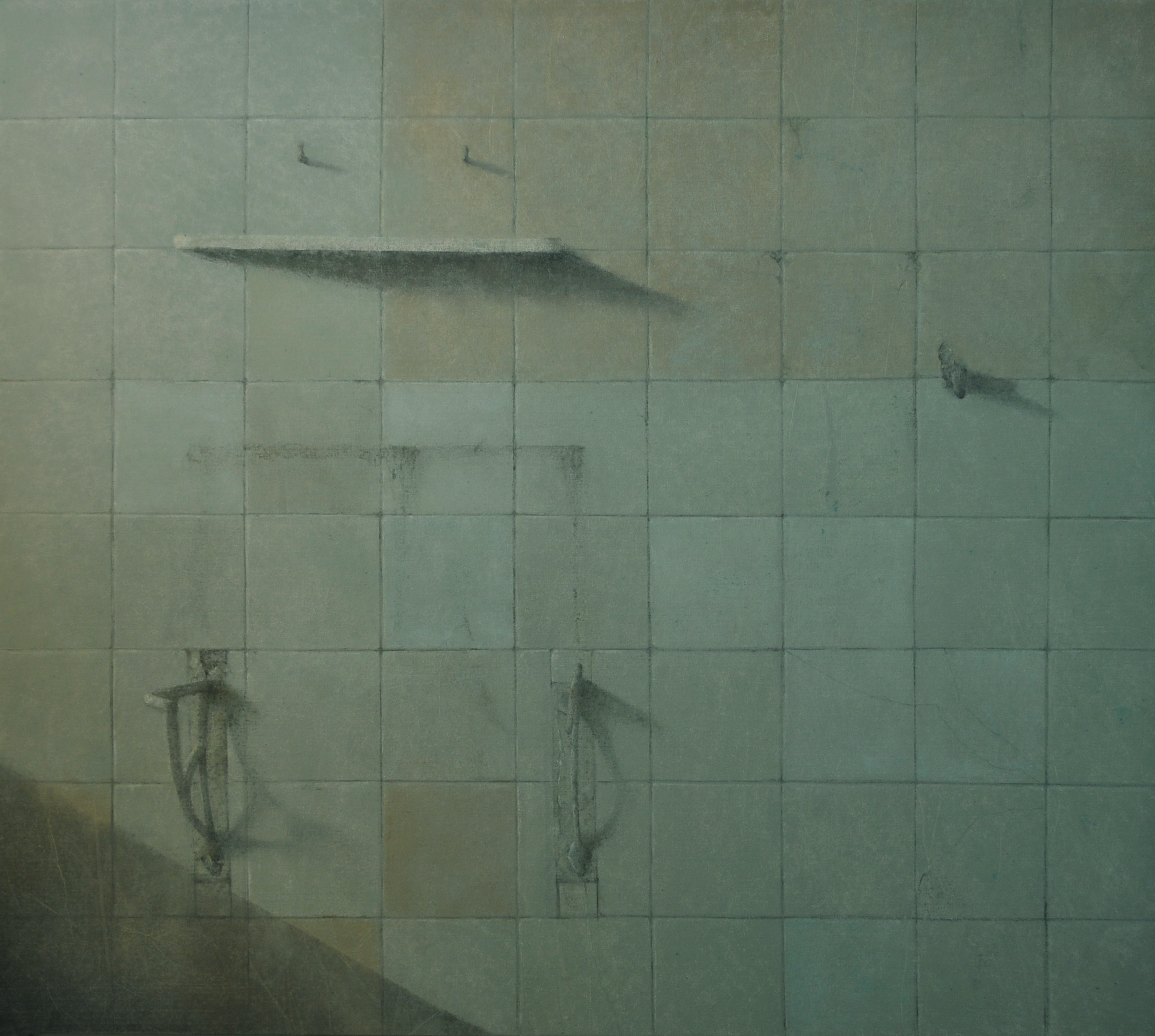
Óleo sobre lienzo. 107x120 cm. 2020.

## Exposiciones
José Ignacio Agorreta ha participando en más de 50 exposiciones a lo largo de su trayectoria con exposiciones colectivas, compartidas con otros artistas, y personales. Las exposiciones individuales son en total treinta, realizadas entre 1991 y 2017.
Su primera exposición la realiza en la Casa de Cultura de Estella en 1991. En lo que resta del siglo realiza 9 exposiciones en Navarra, ocho de ellas en el entorno de Pamplona y una en Tudela, fuera de a Comunidad Foral realiza cuatro exposiciones; en Madrid, San Sebastián, Zaragoza y Bilbao. A partir del 2000 el autor realiza 16 exposiciones, todas de carácter nacional, siendo 9 de ellas en la Comunidad Foral de Navarra. Destaca la Ciudadela de Pamplona como lugar donde José Ignacio Agorreta realiza exposiciones, pues realiza cuatro exposiciones entre 1998 y 2017, siendo su última exposición en este lugar.
La obra de José Ignacio Agorreta, se encuentra en las siguientes colecciones públicas: Museo de Navarra, Colección Arte Contemporáneo Ayuntamiento de Pamplona, Universidad Pública de Navarra, Museo Gustavo de Maeztu, Fundación Caja de Navarra, Parlamento de Navarra, Agrupación Mutua de Barcelona, Fundación ONCE de Navarra y Association Culturel Quai des Chartrons de Burdeos.
Parte de sus exposiciones se conservan catalogadas en la Biblioteca y Filmoteca de Navarra, la cual posee 14 catálogos de exposiciones de José Ignacio Agorreta, tanto individuales como colectivas.

## Webgrafía
1. José Ignacio Agorreta | Erein. (s. f.).https://www.erein.eus/autor/jose-ignacio-agorreta
2. Agorreta, José Ignacio - Auñamendi Eusko Entziklopedia. (s. f.-b). https://aunamendi.eusko-ikaskuntza.eus/es/agorreta-jose-ignacio/ar-3856/
3. Sastraka Maleza (4 de marzo de 2022), Pello Lizarralde. txalaparta.eus. https://www.txalaparta.eus/es/libros/sastraka-maleza
4. ARTEINFORMADO. (22 de agosto de 1970). José Ignacio Agorreta. Artista. https://www.arteinformado.com/guia/f/jose-ignacio-agorreta-1909